# Aristelliger georgeensis
Aristelliger georgeensis är en ödleart som beskrevs av  Bocourt 1873. Aristelliger georgeensis ingår i släktet Aristelliger och familjen geckoödlor. Inga underarter finns listade i Catalogue of Life.